# Музей срібла (Флоренція)
Музей срібла (Флоренція) (італ. Museo degli argenti) — неточна назва музейного закладу в складі мистецьких збірок Палаццо Пітті в місті Флоренція.

## Приміщення
Так званий Музей срібла розмістили в літніх апартаментах палаццо Пітті. Можливо, ніде протиріччя ставлення італійців до архітектури не відбилось так повно, як в численних добудовах палаццо Пітті і в контрастах між надмірною пишнотою парадних зал і житловими крилами, архітектурно маловиразними, хаотичними.  Музей срібла — комплекс відносно невеликих зал, серед яких і припалацова каплиця. Пристосування приміщень під музейні експозиції дозволило демонструвати відвідувачам як саму каплицю, так і коштовні фрески Анджело Мікеле Колонна та Агостино Мітеллі, виконані в період між 1634 та 1641 рр.
Перший поверх відведено під експозиції порцеляни країн азійського сходу (Китай, Японія), а також кераміка та імітації європейської порцеляни 17 та 18 ст. Серед них і вітрини з найстаровиннішими експонатами музею — античними вазами та виробами майстрів Венеції та Персії.
Серед екзотичних речей музейної збірки — ваза із різьбленої слонової кістки, стіл і шафа голландського мебляра, старовинні коштовні келихи із екзотичних матеріалів (гірський кришталь, морські мушлі тощо), магнітний компас, подарований свого часу російським царем Петром І.
На верхньому поверсі музею демонструють ювелірні вироби, котрі входили до скарбниці Фердинанда III Габсбурга-Лотаринзького, перевезені сюди із  Німеччини  1815 року, де перечекав французьку навалу герцог-втікач під час наполеонівської авантюри в Італії.

## Історія формування

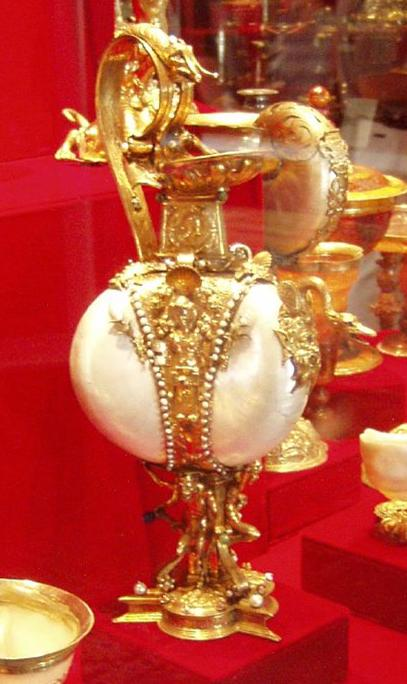
Глек, золото і дві мушлі наутілуса, майстерні Амстердама. Музей срібла (Флоренція).

В основі музейної збірки лежить так звана скарбниця Медічі, де зберігали античні вази, вироби зі срібла з Венеції та майстрів Персії доби Сасанідів. Рід володарів Флоренції з ремісничим корінням досить швидко аристократизувався і отримав титул герцогів в 16 ст. Політичний стан родини зміцніли вигідні шлюби. Блиску двору новітніх аристократів і мала відповідати скарбниця Медічі та велетенська перебудова палаццо Пітті, ініціаторкою перебудови якого була донька віце-короля Неаполя Елеонора Толедська, дружина герцога Козімо І Медічі. 
Але бурхливі історичні події трьох століть внесли свої корективи. В збірку ввели низку ювелірних речей, котрі не входили в скарбницю Медічі, а частка речей скарбниці давно її покинула. Музей срібла давно музей декоративно-ужиткового мистецтва, де разом із ювелірними виробами (зовсім не обов'язково із срібла) демонструють старовинні і антикварні меблі, камеї, шліфовані коштовні камені, вироби для церковних літургій і просто екзотичні речі, що не мають до срібла ніякого відношення.
Характер зібрання суттєво урізноманітніли ювелірні речі 20 століття і колекція порцеляни країн азійського сходу (Китай, Японія), а також кераміка та імітації європейської порцеляни 17 та 18 ст.

## Галерея

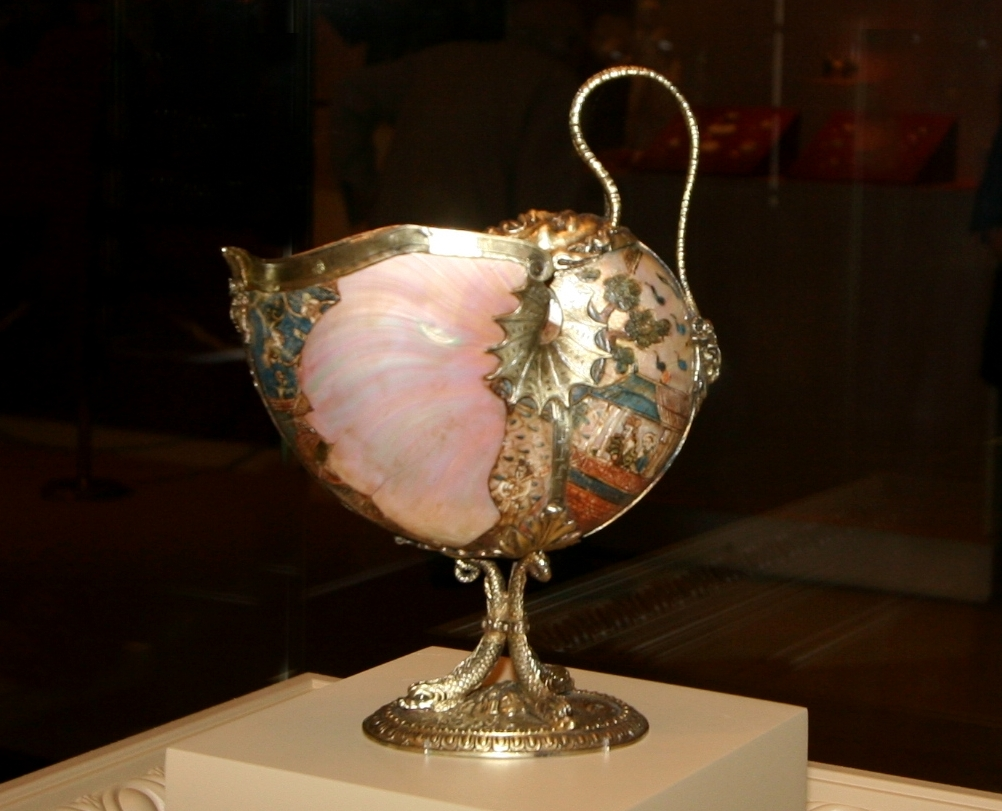
Сільничка з мушлі наутилуса
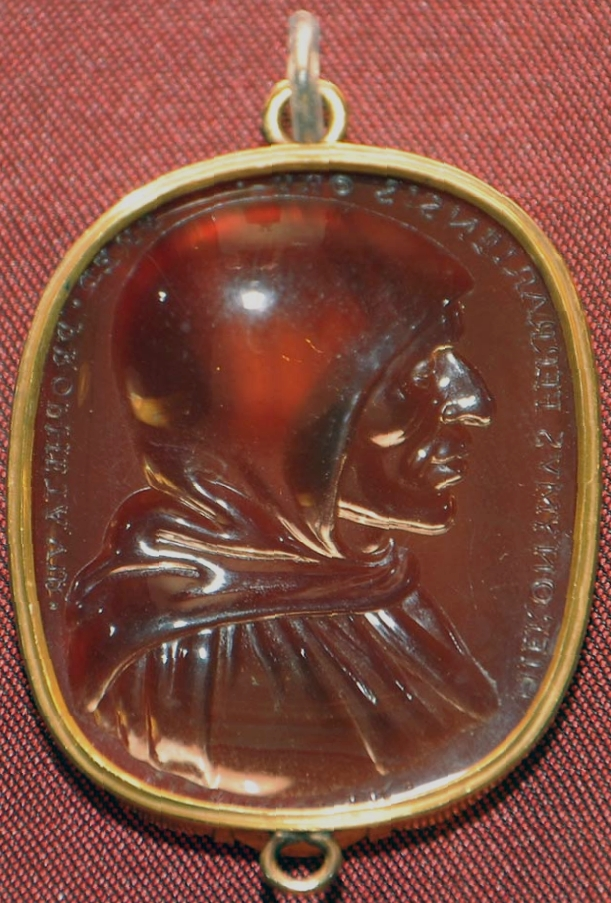
Камея з портретом Савонароли, сердолик.
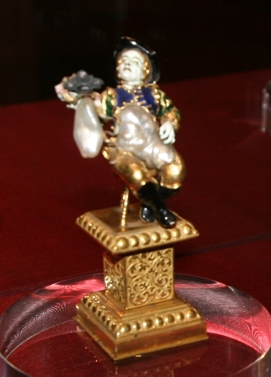
Невідомий з Німеччинии. «Чоботар», перли, діаманти, золото, емаль.
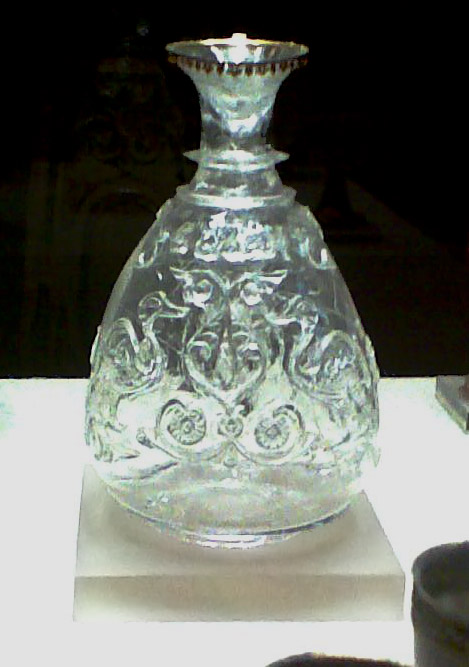
Ваза із гірського кришталю. арабський Єгипет доби Фатімідів, до 11 ст.
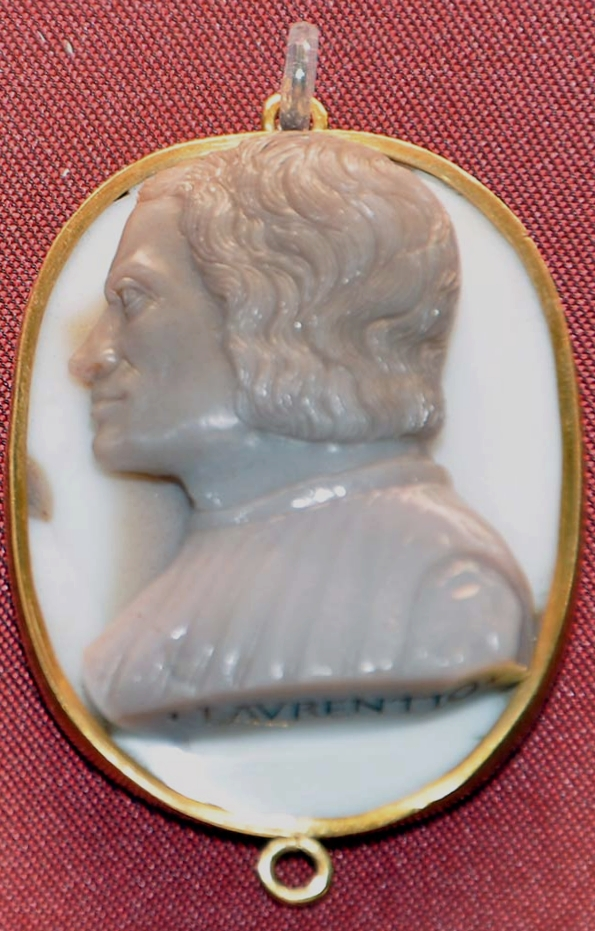
Джованні Антоніо деі Россі. Камея з портретом Лоренцо Медічі.
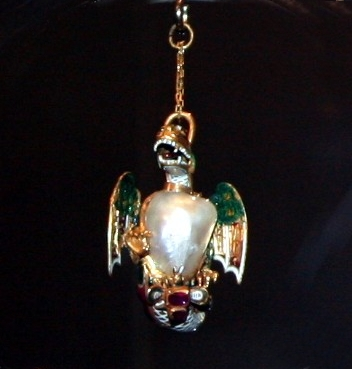
Невідомий з Німеччинии. Оздоба з перлиною у вигляді дракона, бл. 1580 р.
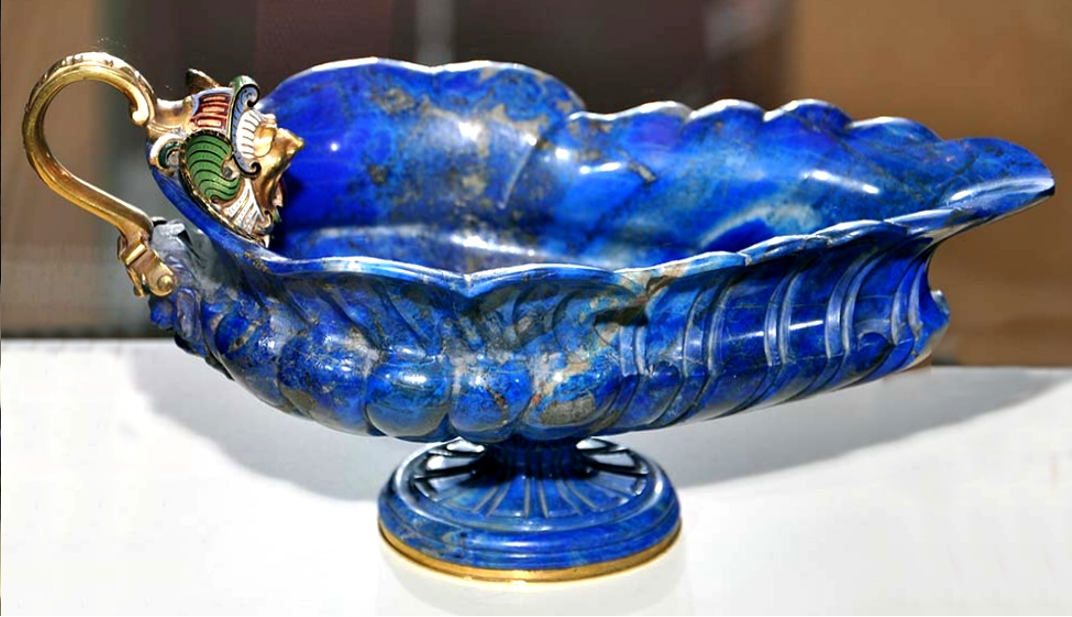
Келих із лазурита. майстерна Джованні домеса, флоренція. 1579 р.
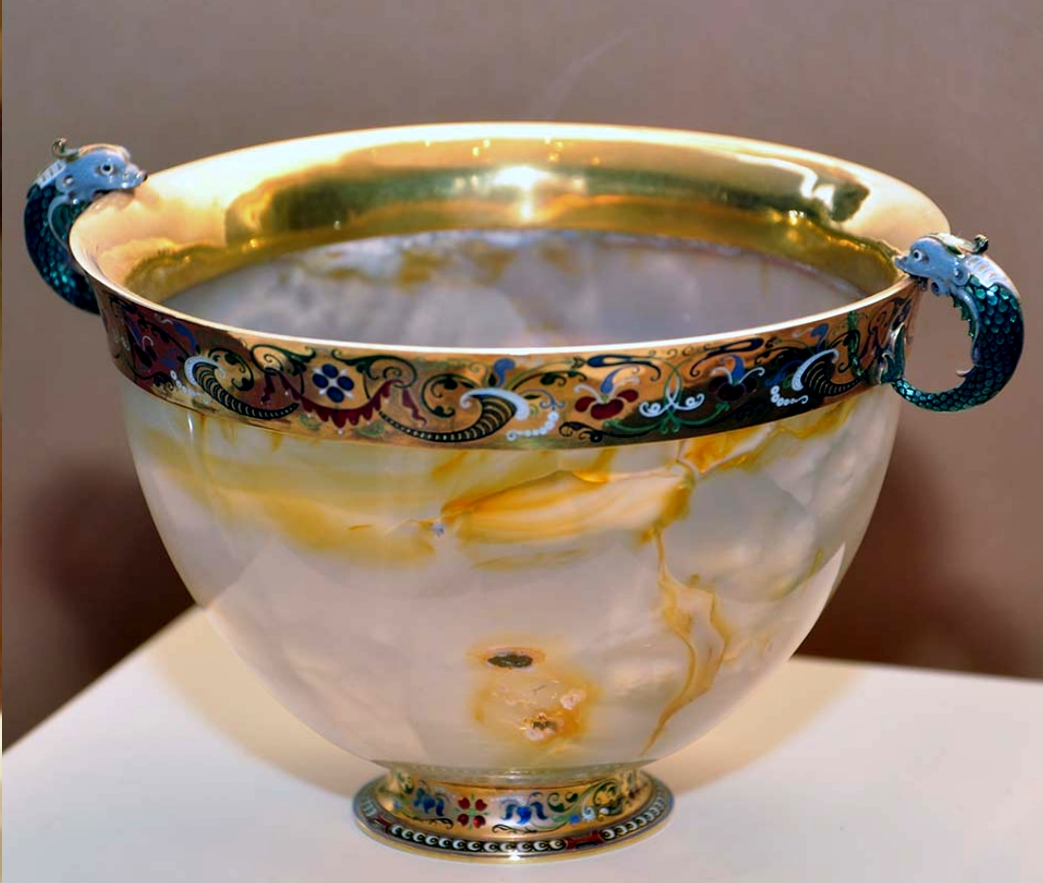
Келих із агата, доба пізнього Стародавнього Риму
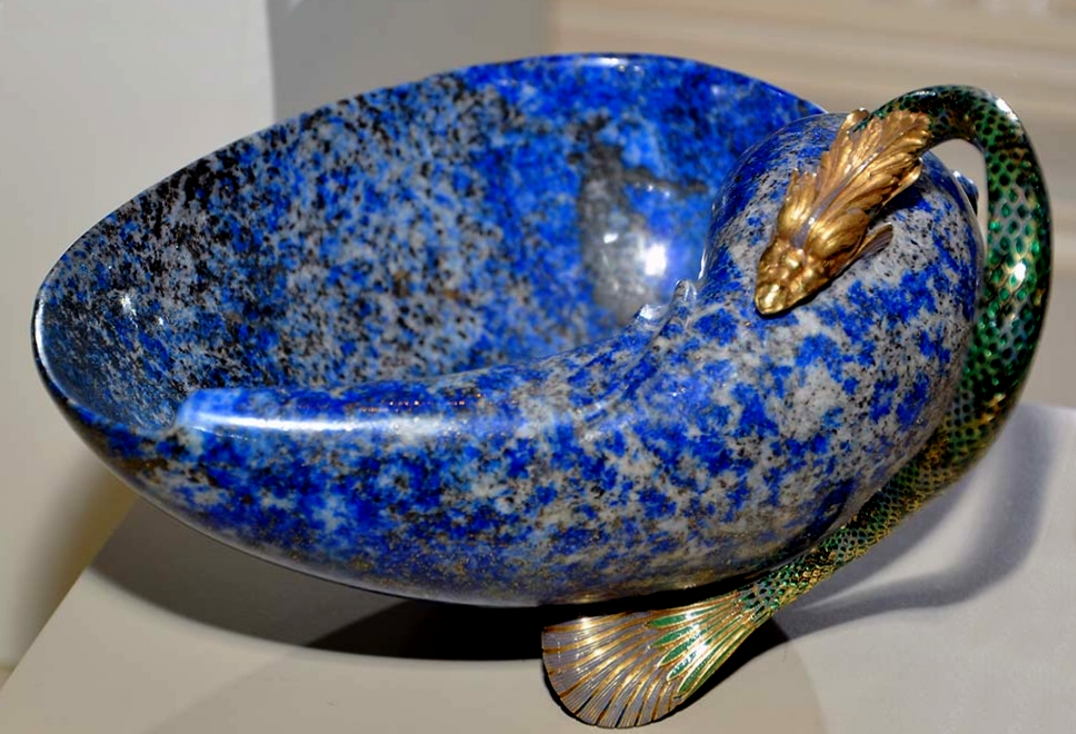
Келих із лазурита у вигляді мушлі. Майстерня  Джованні Баттіста Черві, Флоренція, бл.  1576 року.